# Regioni di Taiwan
Le regioni di Taiwan si basano sulle storiche divisioni amministrative. Tuttavia, la maggior parte delle definizioni non sono precise.

## Divisione in due regioni
- Taiwan orientale e occidentale: definite dalla Catena Montuosa Centrale che separa Taiwan in est ed ovest.
  - Taiwan orientale: Yilan, Hualien e Taitung.
  - Taiwan occidentale: altre divisioni da Taipei a Pingtung.

- Taiwan settentrionale e meridionale: definite dal fiume Zhuoshui, il fiume più lungo di Taiwan, che scorre nel centro dell'isola.
  - Taiwan settentrionale: Taipei, Nuova Taipei, Keelung, Taoyuan, Hsinchu (città/ contea), Miaoli, Taichung, Changhua e Nantou.
  - Taiwan meridionale: Yunlin, Chiayi (città/ contea), Tainan, Kaohsiung e Pingtung.

## Divisione in quattro regioni
La definizione più utilizzata è quella del Consiglio per la Pianificazione e lo Sviluppo economico (經濟建設委員會), Yuan esecutivo. Questo schema di divisione in quattro regioni (tetracotomia) corrisponde alle prefetture sotto il dominio della dinastia Qing.
| No.                 | 1                                                                  | 2                                     | 3                                                    | 4                          | –                                                                                             |
| ------------------- | ------------------------------------------------------------------ | ------------------------------------- | ---------------------------------------------------- | -------------------------- | --------------------------------------------------------------------------------------------- |
| Nome                | Taiwan settentrionale                                              | Taiwan centrale                       | Taiwan meridionale                                   | Taiwan orientale           | Isole periferiche                                                                             |
| Nome                | 北臺灣                                                             | 中臺灣                                | 南臺灣                                               | 東臺灣                     | 外島                                                                                          |
| Provincia           | Taiwan e 6 comuni speciali                                         | Taiwan e 6 comuni speciali            | Taiwan e 6 comuni speciali                           | Taiwan e 6 comuni speciali | Fujian Città di Kaohsiung                                                                     |
| Carta geografica    |                                                                    |                                       |                                                      |                            |                                                                                               |
| Divisioni attuali   | Taipei Nuova Taipei Keelung Taoyuan Città/ Contea di Hsinchu Yilan | Miaoli Taichung Changhua Nanto Yunlin | Chiayi città/ contea Tainan Kaohsiung Pingtung Pengu | Hualien Taitung            | Parenti Matsu (Lienchiang) Isole del Mar Cinese Meridionale (governato da Cijin di Kaohsiung) |
| Prefetture storiche | Taipeh (臺北府)                                                    | Taiwan (臺灣府)                       | Tainan (臺南府)                                      | Taitung (臺東直隸州)       |                                                                                               |

## Divisione in cinque regioni
Lo schema di divisione in cinque regioni (pentacotomia) è una fusione dello schema a quattro regioni (tetracotomia) e di quello a sei (esacotomia). Sebbene non vengano forniti nomi specifici in ciascuna divisione, è lo schema più comunemente utilizzato tra le più alte divisioni del governo centrale. Questo schema è utilizzato dai Centri di Servizio Congiunti (CSG,區域聯合服務中心), sotto lo Yuan esecutivo (行政院), e dalla giurisdizione dei Rami dell'Alta Corte (高等法院分院), sotto lo Yuan giudiziario (司法院).
| No. | Divisioni presenti                                                      | Centro di Servizi Congiunto                      | Ramo dell'Alta Corte                 |
| --- | ----------------------------------------------------------------------- | ------------------------------------------------ | ------------------------------------ |
| 1   | Taipei, Nuova Taipei, Keelung, Taoyuan, Città/ Contea di Hsinchu, Yilan | (Sede centrale)                                  | Alta Corte di Taiwan (sede centrale) |
| 2   | Miaoli, Taichung, Changhua, Nantou                                      | Centro Servizi Congiunto di Taiwan centrale      | Alta Corte di Taiwan Taichung BC     |
| 3   | Yunlin, città/ contea di Chiayi, Tainan                                 | Centro Servizi Congiunto di Yunlin-Chiayi-Tainan | Alta Corte di Taiwan Tainan BC       |
| 4   | Kaohsiung, Pingtung, Penghu                                             | Centro Servizi Congiunto di Taiwan meridionale   | Taiwan HC Kaohsiung BC               |
| 5   | Hualien, Taitung                                                        | Centro Servizi Congiunto di Taiwan orientale     | Taiwan HC Hualien BC                 |
| –   | Kinmen, Matsu (Lienchiang)                                              | Centro servizi Congiunto di Kinmen-Matsu         | Fuchien HC Kinmen BC                 |

## Divisione in sei regioni

Divisione politica di Taiwan nel 1945

La divisione secondo lo schema di sei regioni (esacotomia) corrisponde alle prefetture sotto il dominio giapponese . Questo schema è stato utilizzato per definire i distretti elettorali nazionali nelle elezioni legislative del 1972, 1975, 1980, 1983 e 1986. La discussione su questo schema è diventata popolare dopo le elezioni dei nuovi cinque comuni nel 2010.
| No. | Nome             | Nome       | Divisioni presenti                        | Prefetture storiche | Prefetture storiche |
| --- | ---------------- | ---------- | ----------------------------------------- | ------------------- | ------------------- |
| 1   | Pei–Pei–Kee–(Yi) | 北北基(宜) | Taipei, Nuova Taipei, Keelung, ( Yilan )  | Taihoku             | 臺北州              |
| 2   | Tao-Chu-Miao     | 桃竹苗     | Taoyuan, città/ contea di Hsinchu, Miaoli | Shinchiku           | 新竹州              |
| 3   | Chung–Chang–Tou  | 中彰投     | Taichung, Changhua, Nantou                | Taichu              | 臺中州              |
| 4   | Yun-Chia-Nan     | 雲嘉南     | Yunlin, città/ contea di Chiayi, Tainan   | Tainan              | 臺南州              |
| 5   | Kao–Ping(–Peng)  | 高屏(澎)   | Kaohsiung, Pingtung, ( Penghu )           | Takao, Hoko         | 高雄州、澎湖廳      |
| 6   | (Yi–)Hua–Tung    | (宜)花東   | ( Yilan ), Hualien, Taitung               | Karenko, Taito      | 花蓮港廳、臺東廳    |
| –   | (Peng–)Kin–Ma    | (澎)金馬   | ( Penghu ), Kinmen, Matsu (Lienchiang)    | Nessuna             | Nessuna             |